# Scosthrop
Scosthrop är en civil parish i Storbritannien.   Den ligger i grevskapet North Yorkshire och riksdelen England, i den centrala delen av landet, 300 km nordväst om huvudstaden London.